# آجرچینی

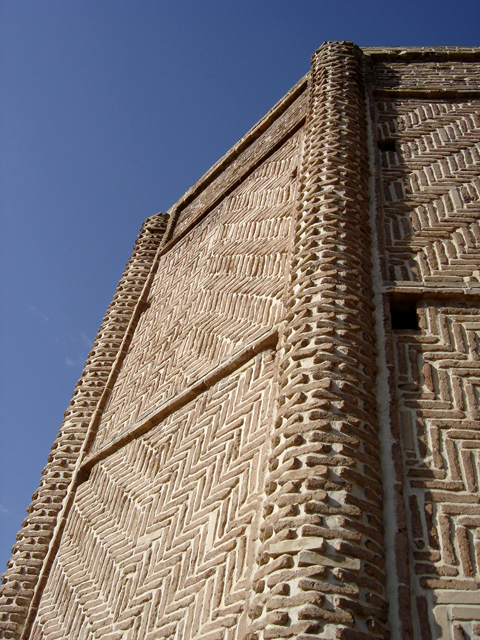
آجرکاری برج شبلی در ایران، مربوط به قرن دوازدهم

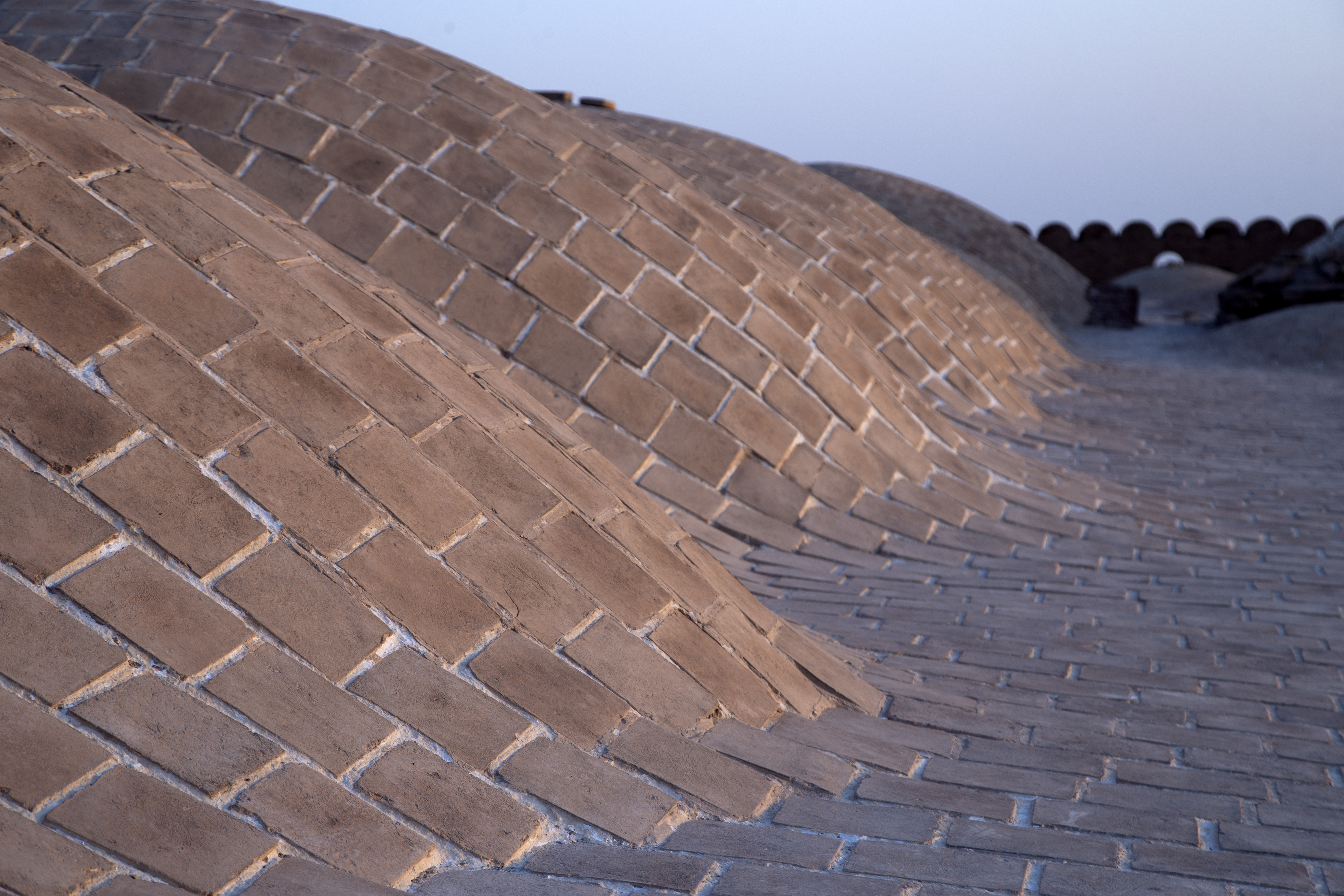
آجر چینی‌های کف بام، قسمت‌های مرمت شده کاروانسرای دیر گچین

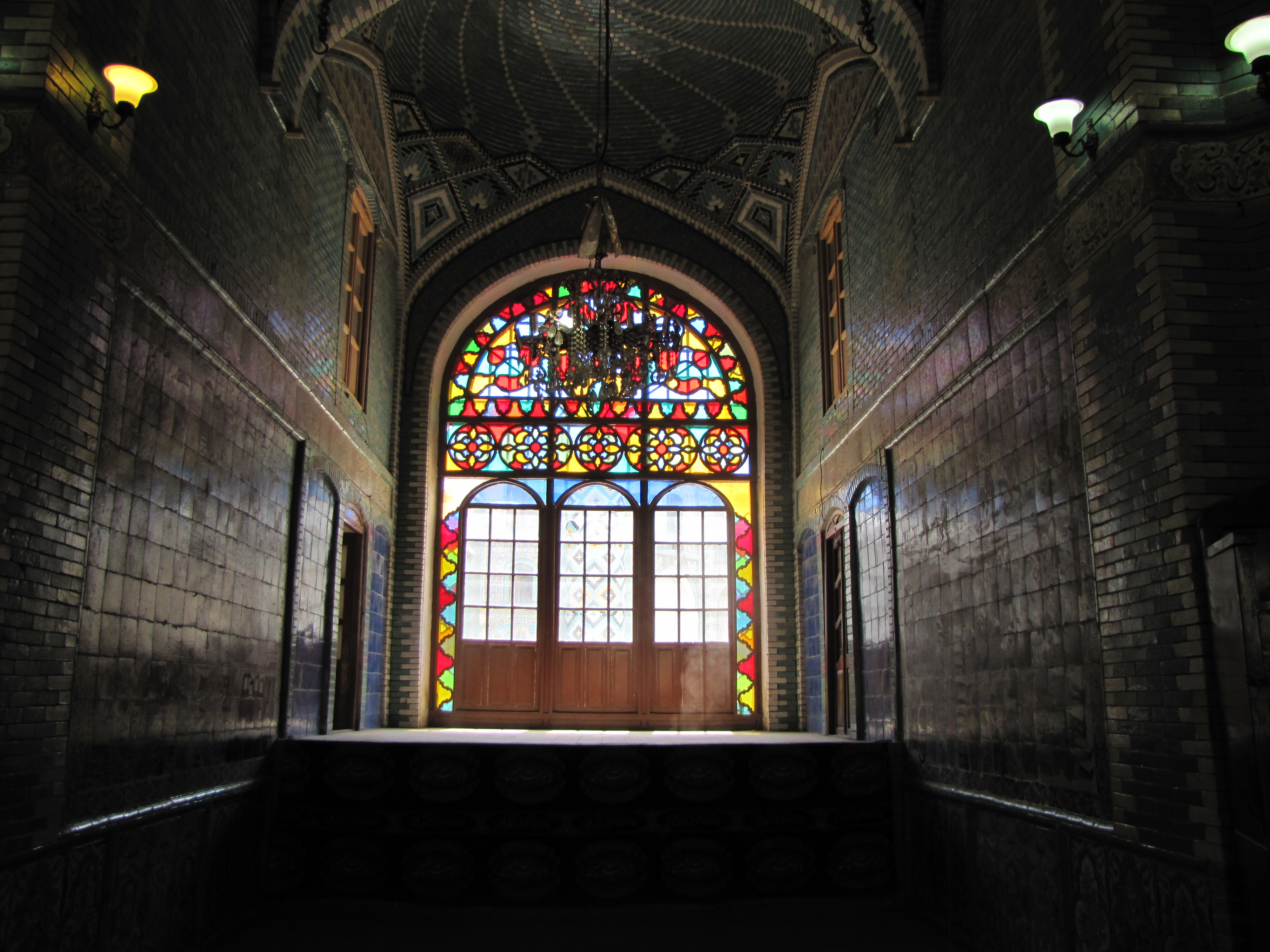
آجرکاری رنگی سقف تکیه معاون الملک در کرمانشاه ایران

آجرچینی، به روش‌های گوناگون چیدمان آجر گفته می‌شود. به‌عبارتی هنر چیدن آجر در بناها، به منظور عرضهٔ نماهای تزئینی متناسب با شکل و هیئت کلی بنا را آجرکاری یا آجرچینی می‌نامند.

## قدمت
از نخستین روزهای به وجود آمدن تمدن بشری آجر به عنوان ماده اولیه ساختمان‌سازی وجود داشته‌است. آجر همواره نمایانگر تمدن‌ها، احساسات، فرهنگ و ذوق ملل گوناگون بوده و همراه با پیشرفت‌های بشر تغییر پیدا کرده‌است، و در این میان ایرانیان نیز به میزان قابل توجهی با آجر سروکار داشته‌اند و از آن در جنبه‌های مختلف ساختمانی و زیبایی استفاده نموده‌اند.
آرتور پوپ مورخ و ایران‌شناس آمریکایی در این زمینه می‌گوید: خشت و آجر جدید چهار گوش که اطرافش مسطح است و در قالب زده می‌شود در هزاره چهارم (قبل از میلاد) آشکار شد و ظاهراً این نوآوری از ابداعات ایرانیان بوده‌است.
شیوه چیدن یک پوسته آجر یا آمود بر روی اسکلت و سفت کاری بنا که از دوران ایلخانیان شروع شده بود در دوران صفویه به تکامل خود رسید و تا دوران زندیه و قاجاریه نیز ادامه یافت.
به‌طور کلی آجر در دوره قبل از اسلام بیشتر جنبه استحکامی و کاربردی داشته‌است. بعد از اسلام ضمن دارا بودن جنبه استحکامی جنبه تزیینی نیز پیدا می‌کند. گستردگی استفاده از آجر در ایران در ناحیه‌هایی با شرایط طبیعی و آب و هوایی مختلف از بنا کاربردهای متفاوت با شیوه‌های مختلف به وجود آورد.

## روش‌ها

### زنجاب کردن
هنگامی که آجر از کوره بیرون می‌آید؛ خشک است؛ و آب ملات را می‌کشد و ملات را دچار مشکل می‌کند، به همین دلیل آجر را به مدت نیم ساعت داخل بشکه‌های آب می‌اندازند تا سیراب شود و به ملات آسیب نرساند، که به این عمل زنجاب کردن، می‌گویند؛ بنابراین زنجاب کردن را نباید با آب‌ساب کردن اشتباه گرفت)

### قواره بری
شیوه‌ای است که به‌طور معمول در چوب مورد استفاده قرار می‌گیرد؛ ولی در کار تزئینات آجری در سطح‌های بسیار محدود نیز با آن برخورد داریم. قواره بری در واقع یکی از شیوه‌های آجر تراش است که در آن به جای نقش شکسته، نقش گردان یا قطعه‌های منحنی به کار برده می‌شود. مورد استفادهٔ آن به‌طور عمده در قاب‌های تزئینی نمای بنا است که پیش از عهد قاجار بیشتر به صورت پولکی و سینه کبکی بوده و یک طرح پیوسته و یکنواختی را عرضه می‌کند. رواج قواره بری با طرح و نقش‌های مختلف مربوط به دوران قاجار است که تا اویل دوران پهلوی هم ادامه داشته‌است؛ و هنوز نمونه‌های جالب آن را در شیراز می‌توان دید.

### رگ چینی
به آجر کاری با ترکیب آجرهای یک رنگ و ایجاد طرح و نقش‌های مختلف در سطحی صاف، رگ چینی می‌گویند. طرح‌های متنوع، به چگونگی قرار گرفتن آجر در نما بستگی دارند.

#### راسته
آجری که از پهلو و درازا در نما کار شده‌است.

#### کَله
آجری که سر یا عرض آن به صورت افقی یا عمودی در نما کار شده‌است.

#### قد نما
آجری که از پهلو و درازا به‌طور عمودی در نما کار شده‌است.

#### خواب‌نما
به صورت افقی در کف کار شود و تمامی سطح آن دیده شود.
لاریز: آجری که رج آجرها حالت پله‌ای را نشان دهد.

#### لابند مرتب
آجری که یک در میان، کله و راسته کار شود.

#### نیما نیم
معمولی‌ترین شیوه آجر کاری است. تمامی ردیف آجر راسته به کار می‌رود؛ به گونه‌ای که بند کشی‌های رگ عمودی بالا درست در وسط آجرهای رگ پایین قرار می‌گیرند. طرح‌های متنوع و مشهور دیگر: کله راسته –خفته راسته- بافت حصیری- جناغی- شطرنجی - ...

### گل اندازی
در موقع رگ چین کردن؛ آن را چنان می‌چینند که از ترکیب آن‌ها گل‌های مختلف هفت رگی و پنج رگی و… بدست آید. نمونه‌های خوب این شیوه را در اِزاره‌های خانه‌های یزد شاهد هستیم. مشهورترین گل اندازی به نام «شش بند شیرازی» معروف است که با چیدن پنج رگ آجر «که شش بند دارد» نقشی زیبا در مایه‌های هندسی به وجود می‌آورند. این گونه طرح‌ها گاه «هم رو» یا صاف چیده می‌شوند یا «هشت و گیر» یا برجسته و فرورفته هستند. نمونه‌های خوب آن را در مسجد جامع یزد شاهد هستیم. گاهی آجر و کاشی پیش بر با هم مخلوط می‌شدند و گل انداز کاشی در متن نما آجری چون نگین می‌درخشید. بهترین نمونهٔ گل انداز در برج اخنجان خراسان و برج رادکان خراسان می‌بینیم.

### گره‌سازی
یکی از شیوه‌های بسیار ظریف و پرکار آجرکاری است؛ که به کمک قطعه‌های مختلف آجرهای بریده و تیشه داری شده در اندازه‌های گوناگون انجام می‌شود. طرح‌های گره در مایهٔ نقش‌های هندسی ساده چون مثلث لوزی مربع مستطیل و ذوزنقه و ترکیب آن‌ها با یکدیگر و ایجاد چند ضلعی‌ها ستاره شکل‌ها و غیره است. نمونه‌های خوب آن را در دوران سامانیان و آل بویه می‌بینیم. در بناهایی همچون مسجد گوهرشاد، بنای گور امیر در سمرقند و نیز در مسجد جامع ورامین از دورهٔ ایلخانی شاهد این نمونه از آجر کاری هستیم. گاهی گل انداز و گره‌سازی با هم ترکیب شده و طرح زیبایی به وجود می‌آورد. آرامگاه امیراسماعیل سامانی (مربوط به قرن سوم هجری که معماری آن ادامهٔ معماری پیش از اسلام ایران است) نمونه‌ای از این شیوه است.

### آجرکاری با آجرهای تزئینی (مهری)
کار تزیین نمای بنا با آجر نقش دار برجسته مهری، از دوران ایلخانی سابقه دارد. در این شیوه آجرهای مربع و مستطیل لوزی چلیپا و دیگر گونه‌ها با نقش‌های مختلف برجسته، همراه با قطعه‌هایی چون لچکی، قوسها، حاشیه‌ها، رخ بام‌ها و زیر خورشیدی‌ها روی جرزها میان دو طبقهٔ بنا که دارای آجرهای مهری هستند؛ جلوه‌ای دلپسند را ایجاد می‌کنند. این شیوه در دوران قاجار در برخی شهرها چون یزد، کاشان، شیراز و تهران رواج فراوان یافت.
در آثار یزد، این آجرها در چهار گروه قرار می‌گیرند:
1. کار برد تک آجر با نقش کامل در وسط آجدارهای ساده.
2. مجموعهٔ چهار آجر در کنار هم که یک نقش کامل را به وجود می‌آورند.
3. حاشیه‌ای از آجرهای پی در پی نقش دار.
4. قاب‌سازی‌های بزرگ بر روی بدنه‌های وسیع به کمک آجرهای نقش دار که هریک، بخشی از طرح بزرگ را تکمیل می‌کنند.

### آجر کاری رنگی یا گره‌سازی رنگی
در این شیوه با آجرهایی با رنگ‌های مختلف و به شیوه مسطح، طرح‌های گوناگون ایجاد می‌کنند. کاربرد آجرهای رنگی در نمای بنا، به دورهٔ ایلخانیان برمی‌گردد. طوماری از این شیوهٔ آجر کاری مربوط به حدود ۱۲۰ سال پیش در دست است که در آن طرح‌های فراوانی در مایهٔ نقش‌های هندسی و خط بنایی عرضه شده‌است.

### خوون چینی
این شیوه گونهٔ خاصی از آجر کاری در مایهٔ خفته فرورفته و گره چینی ست که در شوشتر و دزفول رواج فراوان داشته‌است. به یاری این شیوه امکان بهره جستن از گودی‌های سایه‌دار و در نتیجه کاستن از میزان حرارت به داخل بنا فراهم شده‌است. اساس عمدهٔ نقش‌های خوون چینی بر نگارهٔ چلیپا استوار بوده که در ترکیب‌های مختلف از شکل گرفتن پره‌های گل‌برگ گونه چلیپا حول یک مرکز حاصل شده‌است. اغلب مرکز یک نقش که چشم گیرترین قسمت نقش را تشکیل می‌دهد؛ با کلمه‌هایی چون الله –محمد و علی درمایهٔ خط بنایی زینت یافته‌است.

### فخرومدین
در این کار آجرها به صورت مشبک چیده می‌شود.

### هشت و گیر
در این شیوه، آجر چینی از حالت صاف و مسطح خارج گردیده و به صورت برجسته و فرورفته طرح‌هایی به وجود می‌آورد که با ایجاد سایه روشن جلوهٔ خاصی به بنا می‌بخشد. (کلمهٔ هشت به معنی بسیار برجسته و گیر به معنی فرورفته است) معروف‌ترین نوع آن هشت و گیر شیرازی است که فرورفتگی و برجستگی در هر شش بند و پنج رگ تکمیل و مجدداً تکرار می‌شود. این آجر چینی به شش بند شیرازی نیز معروف است.

### آبشاری
این طرح در گچبری نیز وجود دارد. در آجر چینی زوایا قائمه‌اند ولی در گچبری ممکن است زوایا به صورت منحنی در آیند.

### باد بزنی
در این روش، نما را به مربعاتی تقسیم کرده و در هر مربع یک آجر به صورت افقی و آجر دیگر به صورت عمودی چیده می‌شود.

### معقلی (مخلوط کاشی و آجر)
نوعی آجرکاری است که در آن مخلوط آجر و کاشی به کار رفته‌است؛ که نمونهٔ آن در مقبرهٔ خواجه اتابک در کرمان به چشم می‌خورد. اما شاید زیباترین و شاخص‌ترین کار آجر و کاشی اثر نفیسی است که در سنگان خراسان در ره جام به زوزن دیده می‌شود.

### برج خرقان
برج‌های خرقان دو برج هشت گوش به شکل مقبره‌ای هستند که در غرب ایران قرار دارند. این دو برج به فاصلهٔ سی متر از هم قرار گرفته‌اند و از بناهای دورهٔ سلجوقی هستند. در هر گوشه از گوشه‌های هشت ضلعی، نقوش خاصی از آجر کاری وجود دارند که با ملات‌های مختلف تزئین شده‌اند.
برج اول توسط معمار محمد بن مکی آل زنجانی به سال ۴۶۰ ﮬ. ق برابر با سال ۶۸–۱۰۶۷میلادی و برج دوم توسط معمار ابو علی مکی آل زنجانی به سال ۴۸۶ﮬ. ق برابر با سال ۹۴–۱۰۹۳ میلادی ساخته شده‌است. در آجر کاری‌های این دو برج حدود هفتاد نوع آجر کاری استفاده شده‌است. آجرها به‌طور ساده بوده ولی از لحاظ نقوش بسیار زیبا هستند. آجرها در این دو برج به دو صورت آجرتراش و آجر پیش بر بکار رفته‌اند.

### کبود گنبد
کبود گنبد از بناهای اواخر دورهٔ سلجوقی بوده که در مراغه واقع است؛ برخی تاریخ ساخت بنا را سال۵۹۳ ﮬ. ق و بعضی دیگر سال ۵۸۲و۶۸۶ می‌دانند. پنج ضلعی منظم یا پنج کنج

## خوون
یکی از این شیوه‌ها خوون است که در شهرهای دزفول و شوشتر به وجود آمده‌است. این نوع آجر کاری (خوون چینی) که به صورت آمود اجرا می‌شود در دوره صفویه توسعه فراوان و گستردگی پیدا می‌نماید و تا اواخر دوران قاجاریه و پهلوی اول ادامه پیدا می‌کند.
در هنر و معماری ایران قدیم، واژه خوون بسیار مشهور بوده‌است. اما در سده‌های اخیر در زبان فارسی روان، ناشناخته مانده‌است. واژه (خوون) Xowun که یک نامگذاری در هنر معماری ایرانی است و به نگاره‌های زینتی موزاییک مانندی که بر پیشانی بنا می‌ساختند گفته می‌شده، امروزه فراموش گردیده و در هیچ‌یک از کتاب‌های لغت و ادب نیامده است. در صورتی که واژه «خوون» بی شک فارسی است.
خوون چینی کاربرد تزیین آجر است و از ضخامت آن در ایجاد انواع گره‌های زمینی در پیشانی نما استفاده می‌کنند، به نقلی دیگر خوون چینی آرایش ساختمان به صورت (آمود) می‌باشد. در این نوع آجر کاری از قطعات مختلف آجر و کنار هم قرار دادن آن‌ها برای ایجاد انواع گره‌های تزیینی استفاده می‌شود. بعضی آجرها زمینه را می‌سازند عقب‌تر از دیگر آجرها که گره‌ها را می‌سازند قرار می‌گیرد. در مرحله‌ای که عملیات استحکامی (ساختاری) بنا تکمیل می‌شود و جرزهای اصلی و طاق‌ها زده می‌شود، قسمت‌های ارزشمند از ساختمان مانند ورودی‌ها و نماهای داخلی حیاط و در بعضی موارد نماهای بیرونی تزیین می‌شود. امکان دارد گروهی بناکار ایستایی و ساختاری ساختمان را به پایان ببرند و گروهی دیگر کار تزیین (خوون چینی) را آغاز نمایند. در هر صورت نما ترکیبی خواهد بود از دیوارهای باربر و رج چین‌های ساده‌نما و پیشانی‌هایی که در آن خوون چیده خواهد شد. هر گروه خوون چین طومارهای از نقش‌های مختلف را همراه دارند که با سلیقه و هماهنگی خاصی به کار می‌برند.
فرمولی نیز وجود دارد که در ایجاد و هماهنگی خوون‌ها به کار می‌رود نقش تزیینی آجر را به صورتی مکتوب مورد بررسی قرار دهیم. آجر در منطقه دارای ابعاد و اندازه‌هایی بوده‌است که در طول زمان تکامل ابعاد داشته و در نهایت به ابعاد ۱۸٫۵ × ۱۸٫۵ سانتی‌متر و ضخامت ۳٫۵ سانتی‌متر رسیده‌است. این تکامل ابعاد در طی سه هزار سال به دست آمده‌است. اگر فاصله بین دو آجر (ملات خور) را ۱٫۵ سانتی‌متر در نظر بگیریم بین یک طول و ضخامت آجر تناسبی ایجاد می‌شود. (یک طول برابر ۴ ضخامت به علاوه ۳ فاصله می‌گردد) در چنین شرایطی اندازه اجزاء همه ضریبی از یکدیگرند. کوچکترین جزء همان کلوخ است.
اکنون اگر شبکه‌ای مرکب از کلوخ و فاصله ایجاد نماییم می‌توانیم کلیه اجزاء مختلف آجر را بر روی شبکه جایگزین کنیم. اگر آجر مربع شکل کامل را نصف کنیم آجر نیمه به دست می‌آید که خود پایه و اساس خرد شدن را تشکیل می‌دهد و آن ۴ صاه می‌گویند و اگر نیمه را نصف نماییم چاری یا دو صاف به وجود می‌آید (آجر کامل) یا می‌توانیم ۴ صافه (نیمه) را به کلوخ و ۳ صافه تبدیل نماییم.
چاری را اگر به دو قسمت تقسیم کنیم دو کلوخ به دست می‌آیند، در خوون چینی همواره نیمه بزرگترین جزء و کلوخ کوچکترین جزء می‌باشد (آجر کامل) این ۴ نوع اندازه، اجزاء اصلی خوون چینی می‌باشند که به ترتیب نیمه (۴ صافه)، ۳ قدی (۳ صافه)، چاری(۲قدی) کلوخ یا (بندک) اجزای فوق به همراه اجزاء فرعی که از اجزاء اصلی ساخته می‌شود، کل اجزاء خوون چینی را به وجود می‌آورد که عبارتند از قناس کلوخ، ۲ صافه یک سرشق، ۲ صفه دو سرشق، ۳ صافه یک سرشق، ۳ صافه دو سرشق، ۴ صافه یک سرشق، ۴ صافه دو سرشق. بدین ترتیب ۷ جزء فرعی و ۴ جزء اصلی جمع؛ یازده جزء اساس کار خوون چینی هستند.
بدین ترتیب شبکه‌ای گسترده و ساده هندسی در زیر ساخت کلیه نقش‌های خوون قرار می‌گیرد که ضمن آسان نمودن طراحی و گستردگی صفحه انواع نقش‌ها را به صورت گل‌های مختلف می‌تواند در ترکیبی متناسب در شبکه به دست آمده جای گیرنده، و ترکیبات مختلفی را به وجود آورد. این شبکه نه تنها می‌تواند انواع گل‌ها و چند ضلعی‌های مختلف را در خود جای دهد بلکه می‌توان نوشته‌هایی را با آن انجام داد.
در خوون‌های موجود شهر دزفول کلمه علی بیش از دیگر نوشته‌ها به چشم می‌خورد که نشانگر اعتقادات مذهبی سازندگان این آثار است، برخی نیز اعتقاد دارند که نقش اصلی کلیه ترکیبات آجری چلیپا است. (آیین مهر)

## آجرفرش
گذشته از کاربرد آجر در اسکلت ساختمان، قوسها، پوشش‌ها و بالاخره نما سازی‌ها، در زمینه پوشش کف‌ها نیز آجر مورد استفاده فراوان داشته‌است. از پیش از اسلام شاهد کاربرد آجر برای پوشش سطح‌های وسیع در کف بناها در داخل و خارج هستیم. در دوران بعد از اسلام در محل‌هایی چون جرجان حتی در سطح‌های بسیار زیاد برای پوشش کف خیابان‌ها ی شهر، آجر مورد استفاده قرار گرفته‌است.
آجر فرش بناها در بیشتر دوره‌ها با آجرهای چهار گوش بزرگ نظامی و تخت صورت گرفته‌است. شیوه کار آجر در پله‌ها را «هِره چینی» می‌گویند. در جرجان در کاوش‌های بدست آ مده خیابانی به عرض ۱۰متر در محور شمالی – جنوبی مربوط به دوره‌های سلجوقی و سامانی وجود دارد که با آجر فرش شده‌است. اندازهٔ آجرها۴× ۲۰×۲۰سانتی‌متر است. آجر فرش بناها در بیشتر دوره‌ها با آجرهای چهار گوش بزرگ نظامی و تخت صورت گرفته‌است. (در حین ساختن یک دیوار آجری، اگر بخواهیم قسمتی از یک دیوار را در یک روز ساخته و ادامهٔ کار را به روز بعد موکول کنیم؛ باید توجه داشته باشیم که بخش ساخته شده را به صورت یک خط عمودی و صاف رها نکنیم؛ زیرا در اثر گذشت زمان، دیوار از همان محل، ترک می‌خورد.

## بند کشی
در آجر کاری نمای بناها به جز مواردی معدود، فاصله میان آجرها در جهت افقی و عمودی بسیار کم بوده و آجرها جفت و جور چیده شده‌اند .(گنبد قابوس)
در عمدهٔ بناها در جهت طولی و عرضی فاصله‌ای میان دو آجر وجود دارد؛ گاه این فاصله خالی می‌ماند و گاه با ملاتی نرم و همرنگ با آجر یا متفاوت با آن در مایه‌های نخودی سیاه و سفید پر می‌شود. این فاصله را که از سطح آجر کمی پایین‌تر است؛ به کمک تیغه‌ای نازک پر می‌کنند که عبارت است از یک بند کشی ساده. بند کشی‌های تزیینی به‌طور معمول در سطح مستطیل شکل و به گونه ا ی عمودی در فاصلهٔ سرهای آجر، صورت می‌پذیرد. از قرن چهارم شاهد بند کشی تزیینی هستیم که به نمای بنا جلوه‌ای خاص بخشیده‌است. این بند کشی به‌طور معمول با ملات گچ انجام گرفته و از نظر اندازه و سطح به دسته کوچک و بزرگ تقسیم می‌شود؛ بندکش بعد از قرار دادن ملات و صاف کردن آن به کمک قالب، به نقش اندازی بر روی آن می‌پردازد. این نقش‌ها به صورت نگاره‌های تزیینی و کلمه‌های همچون الله و محمد و مانند آن در مایه خط بنایی اجرا شده‌اند. عرض بند کشی‌ها معمولاً حدود سه تا چهار سانتی‌متر است. سنگ بست از دوران غزنویان و رباط شرف و گنبدخاکی در اصفهان از این جمله‌اند. برای بند کشی‌هایی با سطحی بزرگتر، از توپی ته آجری نقش دار یا قالبی یا صابونی‌های کاشی استفاده می‌شود؛ که ویژگی بناهای دوران ایلخانی است. از دوران صفوی به بعد دیگر به بند کش‌های تزئینی برخورد نمی‌کنیم.

## نحوه محاسبه تعداد آجر
به‌طور کلی جهت محاسبه تعداد آجر مورد نیاز در دیوارچینی برای هر سایز آجر، می‌توان طبق معادله‌هایی که در زیر آورده شده‌است محاسبه نمود:

### فرمول اول
طول آجر × (ارتفاع آجر + ۱٫۵) = مساحت آجر و ملات
(مساحت آجر و ملات) / (۱۰۰۰۰) = تعداد در هر متر مربع
جمع کل طول دیوارها × ارتفاع دیوار × تعداد در هر مترمربع = تعداد آجر یا سفال

### فرمول دوم
ضخامت دیوار × ارتفاع × طول = حجم دیوار
حجم دیوار × ۰٫۸ = حجم آجر
(حجم یک آجر یا سفال) / (حجم آجر) = تعداد آجر یا سفال
نکته: این فرمول‌ها و محاسبات درج شده در این قسمت به صورت تخمین و تقریبی بوده و می‌توان از این محاسبات برای برآورد تعداد انواع آجر سفال، بلوک و تیغه سفالی سقفی و دیواری و همچنین انواع آجر نما، اجر لفتون و…. هم استفاده نمود.